# Pavillon du Verdurier
Le pavillon du Verdurier est un monument du centre-ville de Limoges, situé tout près du lycée Gay-Lussac. Ancien pavillon frigorifique construit après la Première guerre mondiale, il est ensuite successivement un marché couvert, une gare routière puis, de nos jours, une salle d'exposition.

## Brève présentation

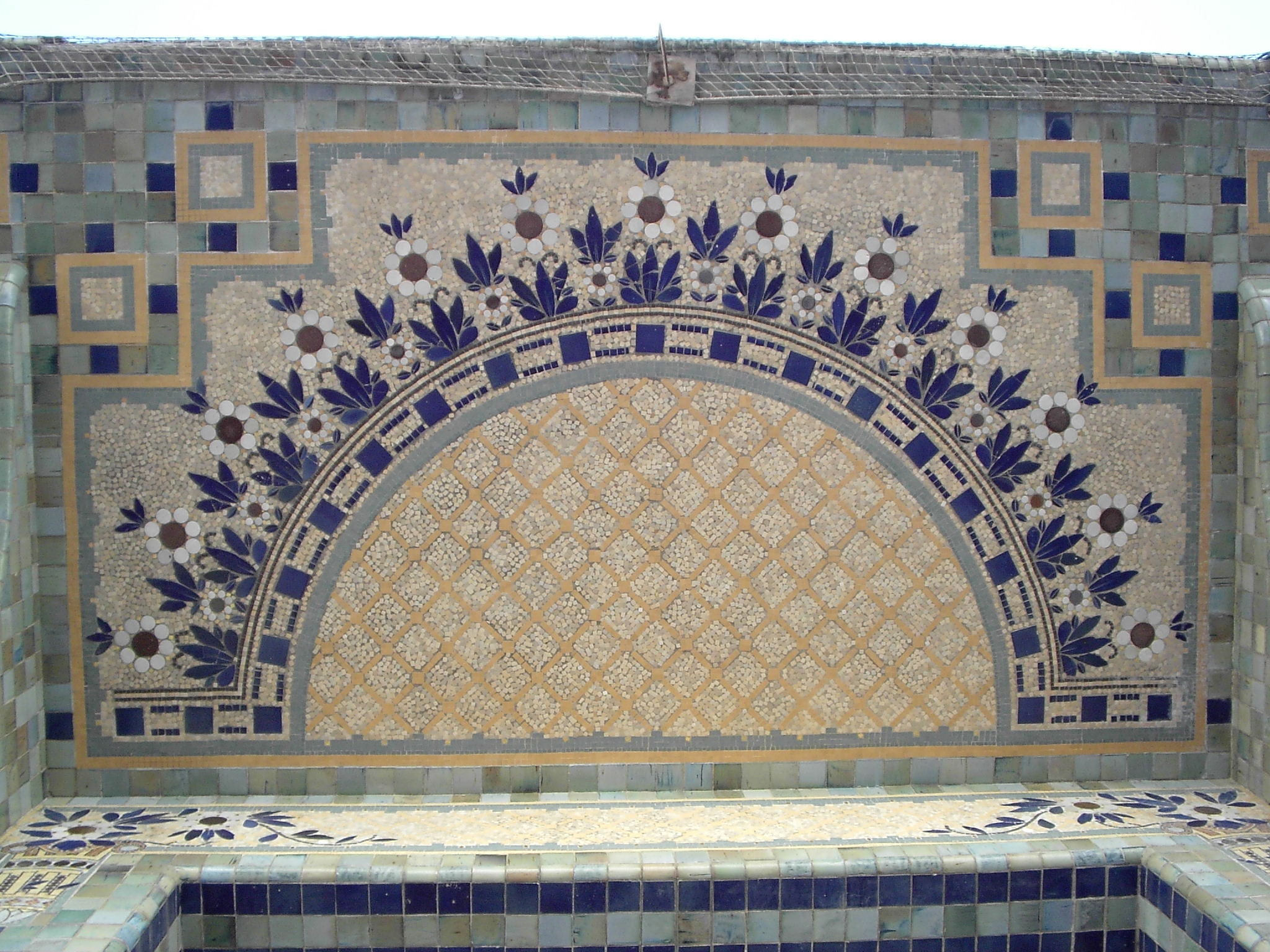
Détail

Le quartier du Verdurier, quartier populaire, est considéré comme insalubre au début du XXe siècle. Il est partiellement détruit par décision du conseil municipal, en 1912-1913. Il est rebâti jusqu'aux années 1930.
Le pavillon du Verdurier a été construit en 1919 par Roger Gonthier, architecte de la Gare des Bénédictins. Édifice de plan octogonal, il est bâti en béton armé et orné de mosaïques et de grès cérame par la maison Gentil & Bourdet de Boulogne-Billancourt. 
Contrairement à une fausse information couramment reprise, y compris par la notice des Monuments historiques, les décorations intérieures ne sont pas signées du peintre Léonard Chigot, mort en 1903, mais du dessinateur Pierre Parot, associé au verrier Francis Chigot, fils de Léonard[source insuffisante].
Il est originellement construit comme pavillon frigorifique, destiné au stockage et à la vente de viande importée d'Argentine, en pleine pénurie liée à la Grande Guerre. Devenu marché couvert, il est cédé à la commune deux ans après sa construction et dès 1942 devient gare routière, fonction qu'il gardera plus de 30 ans. 
L'édifice a été inscrit au titre des monuments historiques le 15 janvier 1975. Le pavillon est restauré par la Ville en 1978 et acquiert sa fonction qu'il occupe de nos jours, celle de lieu d'exposition.
En raison de la dégradation de certaines parties du bâtiment, ayant nécessité la pose de filets de protection eux-mêmes abîmés, des travaux de restauration sont menés en 2023.

## Accès
Ce lieu est desservi par les lignes de trolleybus de la TCL : 4 (station Saint-Pierre), 2 (station Place Wilson).